# Cryptantha nesiotica
Cryptantha nesiotica là loài thực vật có hoa trong họ Mồ hôi. Loài này được (I.M.Johnst.) Brand mô tả khoa học đầu tiên năm 1931.